# François Marits
François Marits (ur. 25 listopada 1884 w Kapelle, zm. 2 kwietnia 1945 w Hanowerze) – holenderski strzelec, olimpijczyk.
Brał udział w Letnich Igrzyskach Olimpijskich 1924. Startował tylko w pistolecie szybkostrzelnym z 25 metrów, w którym zajął 25. miejsce.

## Wyniki olimpijskie
| Igrzyska | Konkurencja                   | Wynik      | Miejsce    | Źródło |
| -------- | ----------------------------- | ---------- | ---------- | ------ |
| IO 1924  | Pistolet szybkostrzelny, 25 m | 16 punktów | 25 (na 55) | [ 1 ]  |